# Liste der Kulturdenkmale in Wilschdorf (Dresden)
Die Liste der Kulturdenkmale in Wilschdorf umfasst sämtliche Kulturdenkmale der Dresdner Gemarkung Wilschdorf. 

## Legende
- Bild: Bild des Kulturdenkmals, ggf. zusätzlich mit einem Link zu weiteren Fotos des Kulturdenkmals im Medienarchiv Wikimedia Commons. Wenn man auf das Kamerasymbol klickt, können Fotos zu Kulturdenkmalen aus dieser Liste hochgeladen werden:
- Bezeichnung: Denkmalgeschützte Objekte und ggf. Bauwerksname des Kulturdenkmals
- Lage: Straßenname und Hausnummer oder Flurstücknummer des Kulturdenkmals. Die Grundsortierung der Liste erfolgt nach dieser Adresse. Der Link (Karte) führt zu verschiedenen Kartendiensten mit der Position des Kulturdenkmals. Fehlt dieser Link, wurden die Koordinaten noch nicht eingetragen. Sind diese bekannt, können sie über ein Tool mit einer Kartenansicht einfach nachgetragen werden. In dieser Kartenansicht sind Kulturdenkmale ohne Koordinaten mit einem roten bzw. orangen Marker dargestellt und können durch Verschieben auf die richtige Position in der Karte mit Koordinaten versehen werden. Kulturdenkmale ohne Bild sind an einem blauen bzw. roten Marker erkennbar.
- Datierung: Baubeginn, Fertigstellung, Datum der Erstnennung oder grobe zeitliche Einordnung entsprechend des Eintrags in der sächsischen Denkmaldatenbank
- Beschreibung: Kurzcharakteristik des Kulturdenkmals entsprechend des Eintrags in der sächsischen Denkmaldatenbank, ggf. ergänzt durch die dort nur selten veröffentlichten Erfassungstexte oder zusätzliche Informationen
- ID: Vom Landesamt für Denkmalpflege Sachsen vergebene, das Kulturdenkmal eindeutig identifizierende Objekt-Nummer. Der Link führt zum PDF-Denkmaldokument des Landesamtes für Denkmalpflege Sachsen. Bei ehemaligen Kulturdenkmalen können die Objektnummern unbekannt sein und deshalb fehlen bzw. die Links von aus der Datenbank entfernten Objektnummern ins Leere führen. Ein ggf. vorhandenes Icon  führt zu den Angaben des Kulturdenkmals bei Wikidata.

## Liste der Kulturdenkmale in Wilschdorf
| Bild                                    | Bezeichnung | Lage                                                    | Datierung | Beschreibung | ID       |
| --------------------------------------- | --- | ------------------------------------------------------- | --- | --- | -------- |
| Direkt Bild zu diesem Denkmal hochladen | Syeniteinfriedung | Altwilschdorf 41 (Karte)                                | um 1800 (Einfriedung) | als Zeugnis ländlicher Architektur baugeschichtlich bedeutend | 09304177 |
| Direkt Bild zu diesem Denkmal hochladen | Syeniteinfriedung | Am Winkel 1 (Karte)                                     | um 1800 (Einfriedung) | als Zeugnis ländlicher Architektur baugeschichtlich bedeutend | 09304179 |
| Direkt Bild zu diesem Denkmal hochladen | Syeniteinfriedung eines Zweiseithofes | Am Winkel 3 (Karte)                                     | um 1850 (Einfriedung) | als Zeugnis ländlicher Architektur baugeschichtlich bedeutend | 09215903 |
|                                         | Wohnhaus mit Anbau in offener Bebauung | Am Winkel 4 (Karte)                                     | um 1880 (Bauernhaus) | eines der letzten noch relativ authentisch erhaltenen ländlichen Anwesen von Wilschdorf, baugeschichtlich und ortsentwicklungsgeschichtlich bedeutend | 09215902 |
|                                         | Glasewalds Ruhe | Berggasse 27 (Karte)                                    | bezeichnet 1902 (Militärbau) | Gebäude eines ehemaligen Militärgenesungsheimes; seit etwa 1928 Hotel, dann Umsiedlerheim und Gästehaus, baugeschichtlich und ortsgeschichtlich bedeutend, im 18. Jahrhundert als Weingut und ab 1885 als Gaststätte genutzt, ab 1900 Militärgenesungsheim, seit 1918 wieder Gaststättennutzung, ab 1945 staatliches Gästehaus, nach der Schließung 1992 Leerstand. | 09215904 |
|                                         | Transformatorenturm/Transformatorenstation                                                                                                | Kirchstraße (Karte)                                     | um 1910 (Transformatorenstation) | ortsbildprägender Turmbau in Eisenbetonbauweise, gestalterisch versachlicht, damit typisch für seine Entstehungszeit, zudem der ländlichen Umgebung angepasst, Zeugnis der flächendeckenden Elektrifizierung vor allem seit dem ausgehenden 19. Jahrhundert, als inzwischen seltenes Zeugnis der frühen Elektrifizierung des ländlichen Raumes baugeschichtlich, ortsentwicklungsgeschichtlich und technikgeschichtlich von Bedeutung | 09215910 |
| Direkt Bild zu diesem Denkmal hochladen | Dorfmauer | Kirchstraße 2; 6; 6a (Karte)                            | um 1800 (Einfriedung) | vor allem Syeniteinfriedungen, fast als durchgehender Zug erhalten, Teile der alten Dorfumwallung zumeist als Außenring um den Ortskern, ortsgeschichtlich und landschaftsgestalterisch bedeutend | 09215913 |
|                                         | Alte Schule | Kirchstraße 8 (Karte)                                   | 1808–1809 (Schule) | Schulgebäude; schlichter zweigeschossiger Bau mit Satteldach, ortsgeschichtlich bedeutend | 09215912 |
| Weitere Bilder                          | Christophoruskirche | Kirchstraße 10 (Karte)                                  | 1242 (Kirche), 2. Hälfte 18. Jh. (Brüstungen), 16. Jahrhundert (Altar), 1570/1580 (Darstellung auf der Predella), 1680 (Kanzel)           | Kirche mit Ausstattung, dazu Kirchhof einschließlich Syenitmauer und Kirchhofstor, Grabmal Gerhardt, Kriegerdenkmal sowie davor gelegenes Spritzenhaus; Gotteshaus schlichter rechteckiger Saalbau mit Satteldach und Dachreiter, wohl die älteste Kirche auf dem heutigen Stadtgebiet von Dresden, baugeschichtlich und künstlerisch bedeutend sowie singulär. Verputzte Saalkirche mit romanischem Kern, Umbauten ab dem 15. Jahrhundert, im Inneren großfigürliche, gotische Fresken aus dem 15. Jahrhundert; Kirchhof mit barockem Sandsteinepitaph. | 09215906 |
|                                         | Wohnstallhaus und Scheune eines Dreiseithofes                                                                                             | Lößnitzweg 2 (Karte)                                    | 1850–1851 (Wohnstallhaus) | beide Gebäude mit Fachwerk, als Zeitzeugnisse der ländlichen Architektur ihrer Zeit baugeschichtlich bedeutend | 09215907 |
| Direkt Bild zu diesem Denkmal hochladen | Dorfmauer | Reineckeweg 3c (Karte)                                  | um 1800 (Einfriedung) | vor allem Syeniteinfriedungen, fast als durchgehender Zug erhalten, Teile der alten Dorfumwallung zumeist als Außenring um den Ortskern, ortsgeschichtlich und landschaftsgestalterisch bedeutend | 09215913 |
|                                         | Pfarrhaus mit Einfriedung, Sitznischenportal, Rundbogenportal des Vorgängerbaus (bez.1781, dazu Inschrifttafel), Scheune und Kutscherhaus | Reineckeweg 5 (Karte)                                   | 1907 (Pfarrhaus), 1. Viertel 17. Jahrhundert (Sitznischenportal), bezeichnet 1781 (Rundbogenportal), bezeichnet 1612 (Inschrifttafel)     | neben Kirche und Kirchhof geschichtsträchtigstes Anwesen von Wilschdorf, vor allem baugeschichtlich und ortsgeschichtlich bedeutend, Sitznischenportal zudem singulär Pfarrhaus mit Fachwerk im Obergeschoss, im Pfarrgarten Portal aus dem Jahr 1612, neben der Einfahrt ein romanisches Sitznischenportal (rekonstruiert 2010) | 09215908 |
|                                         | Waldhof Villa Waldhof; Henselersches Gut                                                                                                  | Waldhofstraße 8; 8a; 8b; 8c; 8d; 8e; 8f; 8g; 8h (Karte) | 1. Hälfte 17. Jahrhundert (Weingut), 2. H. 19. Jh. (Landhaus), 1. H. 17. Jh. (Einfriedung), um 1910 (Figurengruppe), um 1910 (Gartenvase) | Landsitz mit Hauptgebäude, Personalwohnhaus, Weinberg, umgestaltet zur Parkanlage einschließlich Teich, zwei Pavillons, Liegehalle, vier Steinbildwerken und Syeniteinfriedung einschließlich Toranlage; aus Weingut hervorgegangen, Wohnstätte des berühmten Dramatikers Carl Sternheim, hier gelegentlich besucht von Conrad Felixmüller, vor allem ortsgeschichtlich und personengeschichtlich bedeutend Gebäudeensemble, als Weinbergstede ersterwähnt, mehrfache Umbauten, Plastiken an der Einfahrt von Peter Henseler (1893), von 1922 bis 1924 bewohnt von Carl Sternheim und Thea Sternheim, ab 1929 als Kindererholungsheim genutzt, ab 1945 erneut Kinderheim, später Rehabilitationszentrum, seither ruinös | 09215909 |
| Weitere Bilder                          | Wald-Max | Waldhofstraße 26 (Karte)                                | nach 1922 (Gasthaus) | Gasthaus mit Pavillonanbau; Gebäude mit Holzverschalung und Satteldach. Pavillon als langgestreckte, eingeschossige Gastraumerweiterung, mittlerweile mit Anbauten erweitert, traditionsreiche Lokalität im Umland von Dresden, ortsgeschichtlich bedeutend, Gebäude als architektonische Zeugnisse ihrer Entstehungszeit auch baugeschichtlich von Bedeutung Ausflugsgaststätte, in den 1920er-Jahren erweitert, 1996 umfangreich saniert | 09215905 |
|                                         | Gasthof Wilschdorf: Gasthof mit Saalanbau und Einfriedungsmauer mit Toreinfahrt                                                           | Warnemünder Straße 1 (Karte)                            | nach 1871 (Decke) und um 1890 | besonders bemerkenswert die Kassettendecke aus Schloss Altfranken im Innern (Gastwirt Meißner ließ letztere 1942 in die Gasträume einbauen), Anlage vor allem bedeutend für Ortsbild und Ortsgeschichte, erwähnte Decke kunsthistorisch von Wert | 09215911 |